# St. Michael (Honau)

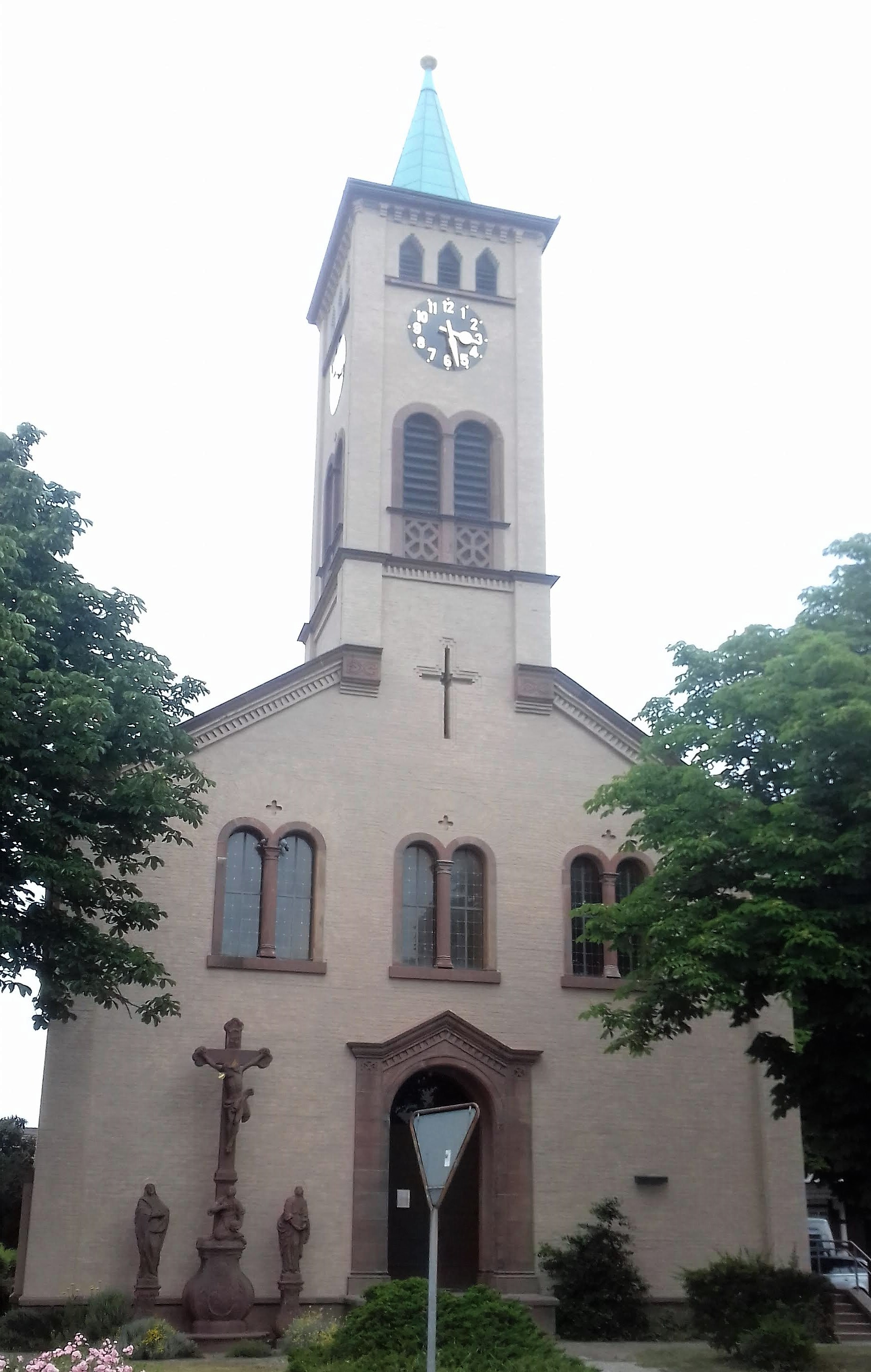
St. Michael in Honau

Die römisch-katholische Pfarrkirche St. Michael steht in Honau, einem Stadtteil von Rheinau im Ortenaukreis von Baden-Württemberg. Die Kirchengemeinde gehört zum Dekanat Offenburg-Kinzigtal im Erzbistum Freiburg. Das Bauwerk ist beim Landesamt für Denkmalpflege Baden-Württemberg als Baudenkmal eingetragen.

## Beschreibung
Die romanische Saalkirche wurde 1845 erbaut. Sie besteht aus einem Langhaus, einem eingezogenen, dreiseitig geschlossenen Chor im Osten und einem Kirchturm im Westen, der vollständig in das Langhaus eingestellt ist. Sein oberstes Geschoss beherbergt hinter den als Biforien gestalteten Klangarkaden den Glockenstuhl, in dem vier Kirchenglocken hängen. Darüber befindet sich die Turmuhr. 
Zur Kirchenausstattung gehören Statuen der Maria vom Ende des 15. Jahrhunderts, spätgotische Statuen von Jesus Christus und Gottvater und eine Marienkrönung, die als Baudenkmal gilt.